# Jada Hart
Jada Hart (19 maart 1998) is een tennisspeelster uit de Verenigde Staten. In 2016 speelde zij samen met Ena Shibahara op het US Open haar eerste grandslamtoernooi.